# 楊瑛 (天順進士)
楊瑛（1432年—？），字希玉，福建建寧府建安縣人，明朝政治人物。進士出身。

## 生平
景泰七年（1456年）丙子科福建鄉試第一名。天順四年（1460年）庚辰科會試二十五名，殿試登進士第二甲第八名。

## 家族
曾祖楊和。祖父楊謙，曾任教諭。父楊敶，曾任縣丞。